# Mintröska

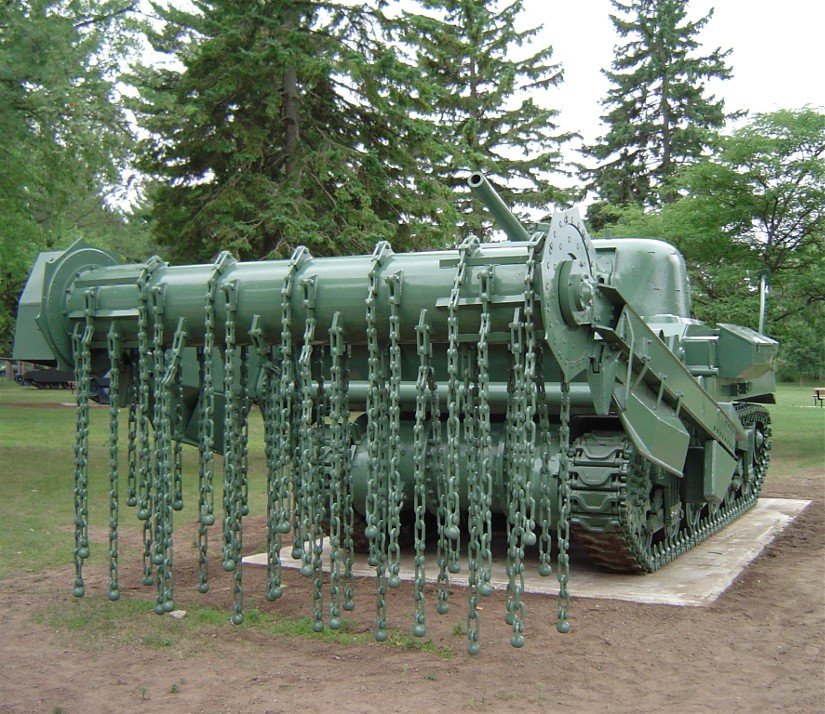
Brittisk M4 Sherman med mintröska från andra världskriget.

Mintröska är en fordonsmonterad minröjningsanordning i form av en snabbt roterande kättingslunga försedd med flertalet slagor vars rotation gör att slagorna snurrar vilt och våldsamt slår mot marken, bildandes en så kallad kättingridå, och slår sönder eller detonerar potentiella landminor i sin väg under gång. På så sätt skapas en minfri gång där fordonet kör. Antalet kättingar och konstruktionen hos kedjor gör att slungan ofta kan detonera flertalet minor under sig innan den behöver repareras.
Mintröskor kan vara tilläggsaggregat som monteras på konventionella stridsfordon eller fältarbetsfordon vid behov, alternativt del av särskilda minröjningsvagnar. Kättingslungan utgörs vanligen av en vågrätt monterad rulle framför fordonet likt kamhaspeln på en skördetröska, därav namnet, men det finns även mintröskor som monteras på armen till grävmaskiner och liknande.
De användes först av britterna under andra världskriget.